# Сен-Леонар (коммуна)
Сен-Леонар (фр. Saint-Léonard) — коммуна в округе Сьер кантона Вале в Швейцарии. В коммуне расположено самое большое в Европе подземное озеро Сен-Леонар.
Расположена между коммунами Эйан, Грон, Иконь, Ланс, Сьер, Сьон. Население на 1 января 2009 года — 2090 человек.

## История
Первое упоминание о районе и поселении Сен-Леонар относится к XI веку. Наиболее древние находки в регионе — каменный памятник в винограднике Арсаль (фр. Arsal), бронзовое кольцо около церкви и несколько могил, относящихся к гальштатской, латенской и римской эпохам.
Имя Святого аббата Леонара, именем которого названа коммуна, упоминается в списке умерших в коммуне Гранж. В начале XII века бенедиктинцы Эне (фр. Aynai), бывшие настоятелями в Эйане и Гранже, получили от капитула Сьона права на Ланс и, вероятно, также на Сен-Леонар. Они построили там дома и часовню.
На мосту через реку Льен, который и сегодня соединяет Сен-Леонар с деревней Уврье, был установлен епископский пункт сбора пошлины. На этом мосту произошли два известных сражения: в 1375 там потерпел поражение Антуан де ла Тур (фр. Antoine de la Tour), который перед тем убил Гишара Тавелли, епископа Сьона, а в апреле 1840, после нескольких дней сражения, войско Ба-Вале разбило армию О-Вале. Это сражение ознаменовало конец первой гражданской войны, вызванной пересмотром конституции в 1839 году.

## Известные уроженцы
- Кардинал Анри Швери.

## Галерея

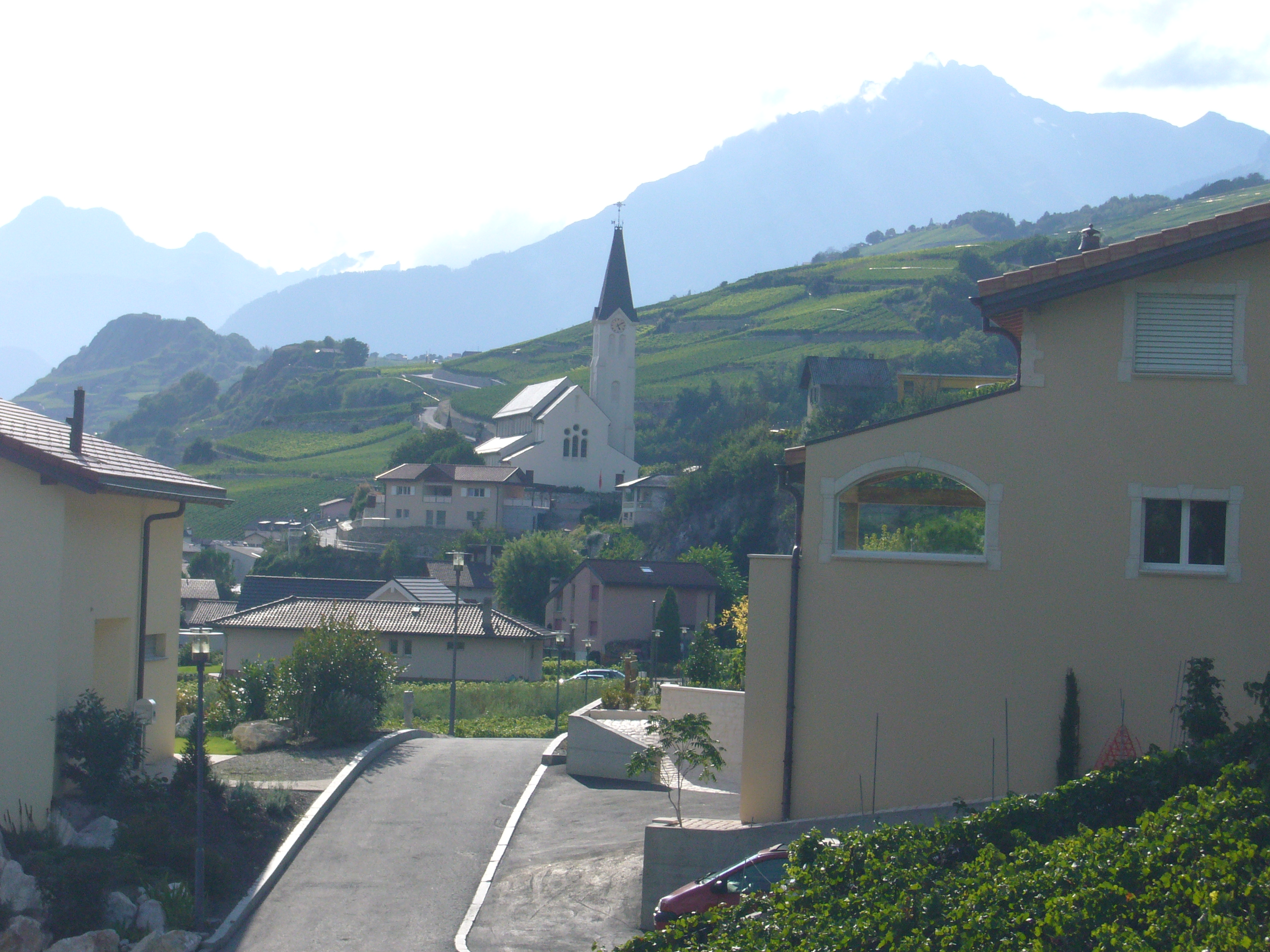
Сен-Леонар
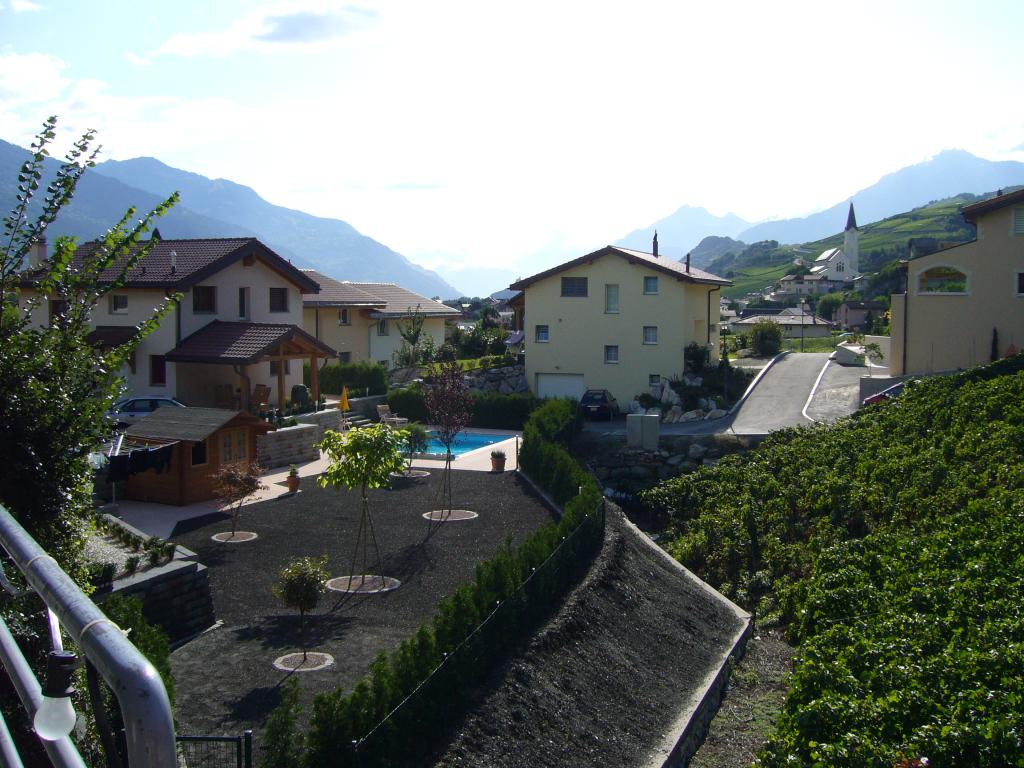
Сен-Леонар
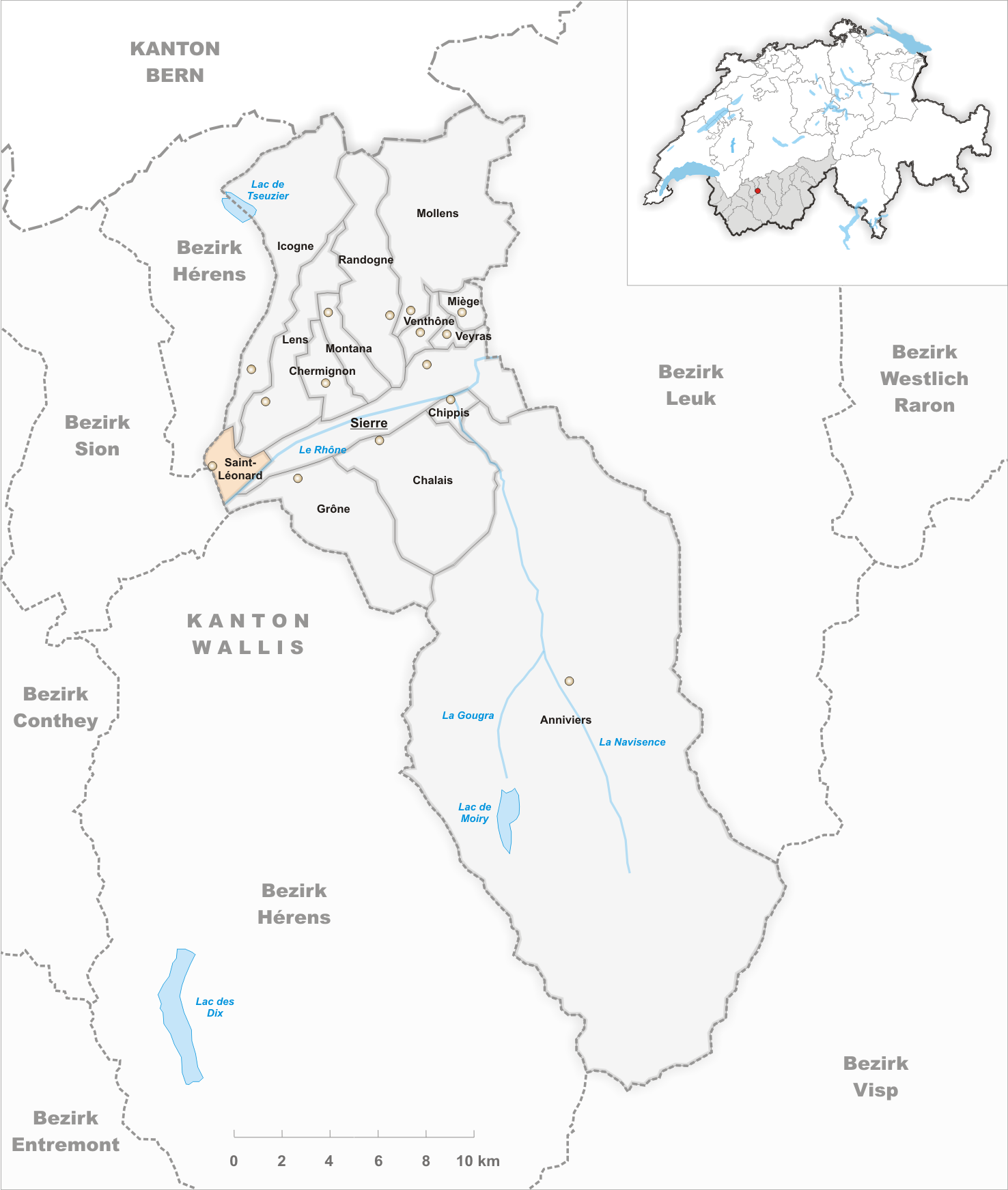
Сен-Леонар на карте Сьера
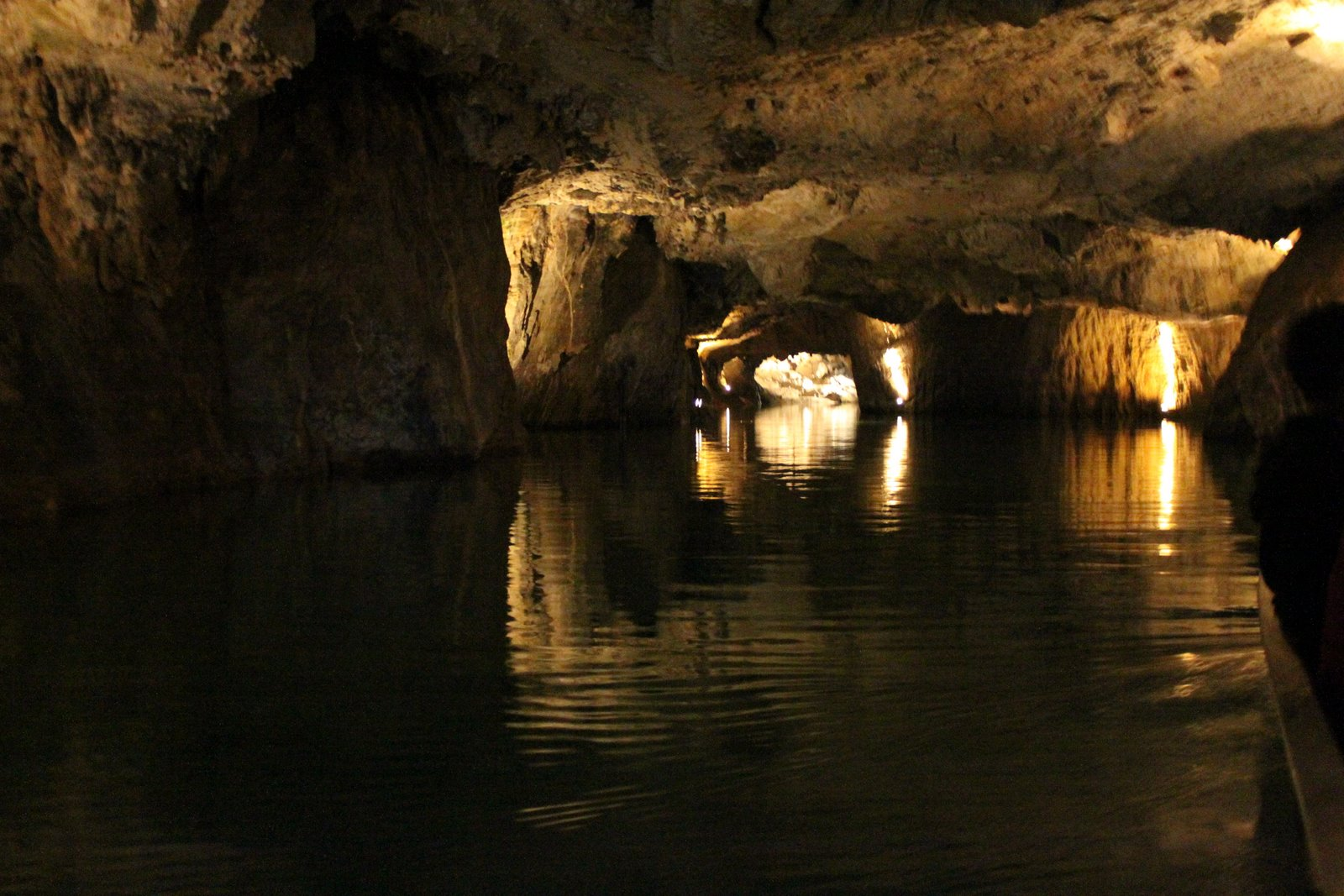
Подземное озеро